# Der fidele Bauer

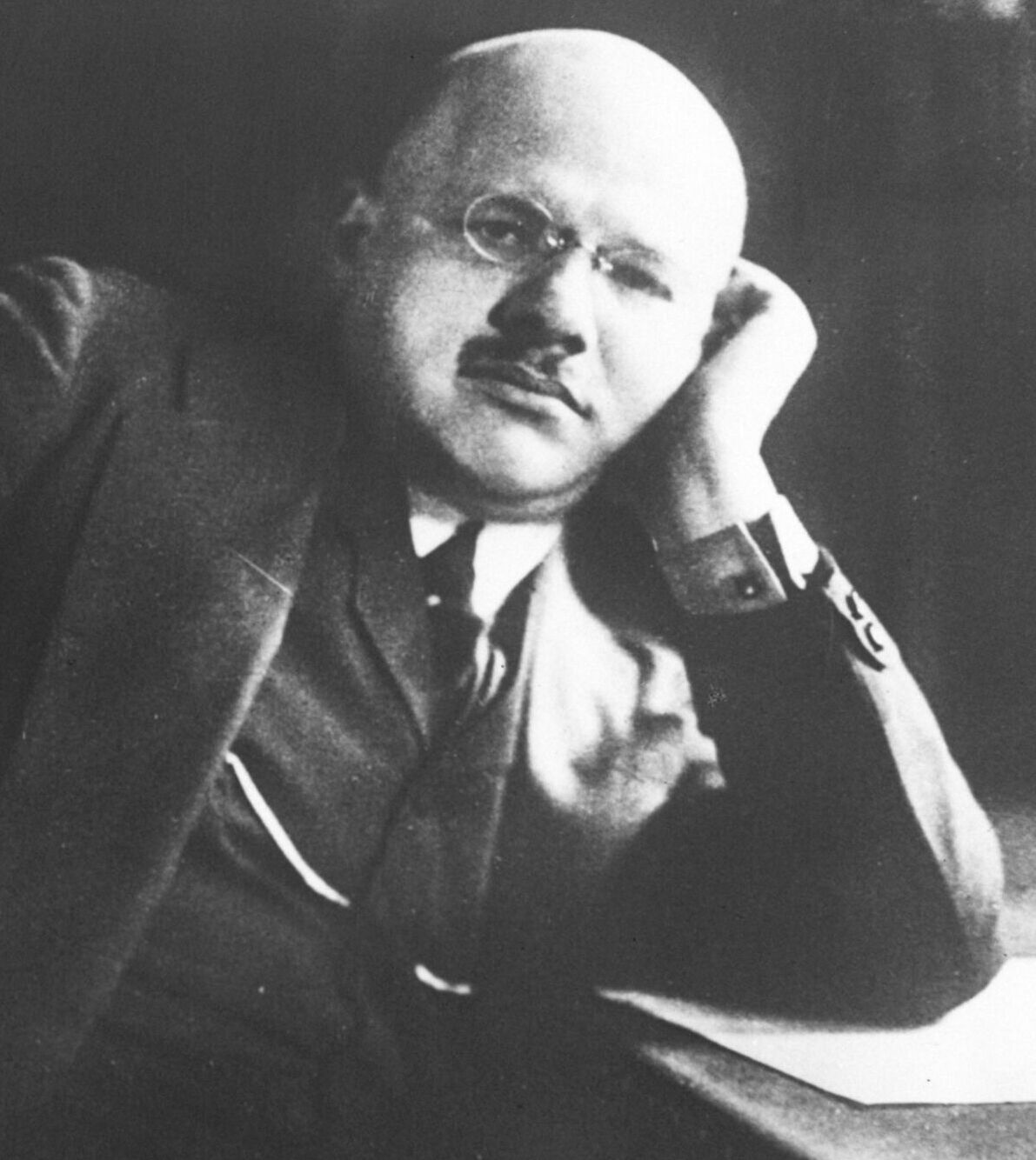
Leo Fall

Der fidele Bauer (Den muntre bonden) är en operett i ett förspel och tre akter med musik av Leo Fall. Libretto av Victor Léon. Operetten hade premiär den 27 juli 1907 på Hoftheater i Mannheim. Verket tillhör den så kallade Operettens silverålder.

## Historia
Leo Falls första operett Der Rebell råkade illa ut vid sin urpremiär i Wien 1905. Operetten blev utvisslad vilket ingalunda berodde på musiken utan på det dåliga librettot, den svaga och enfaldiga intrigen och dialogen där dumma vitsar trängdes. Efter fem föreställningar på Theater an der Wien försvann den från repertoaren. Men författaren Victor Léon hade blivit förtjust i musiken och erbjöd Leo Fall en ny textbok som underlag för en operett. Léons libretto hette ursprungligen Die lieben Kinder och handlade om judisk skräphandlare som svälter för att kunna låta sin son studera. Senare skäms sonen för sin fattiga härkomst och förnekar sin far. Léon skrev om stycket och flyttade handlingen till idyllisk alpby och till Wien där en olärd bondes son studerar till läkare och gifter sig med dottern till en högt uppsatt ämbetsman. Verket fick titeln Der fidele Bauer. Fall komponerade operetten på mycket kort tid och erbjöd det till teaterchefen Wilhelm Karczag vid Theater an der Wien. Men Karczag ansåg att verket var för naivt, scenerna och karaktärerna alltför folkliga för det kosmopolitiska Wien. Efter fiaskot med Der Rebell tyckte Karczag att bondemiljön var olämplig bakgrund för en operett. När León utnämndes till konstnärlig ledare för operettfestivalen vid Hoftheater i Mannheim sommaren 1907 använde han denna möjlighet för att premiärvisa Der fidele Bauer. Operetten blev en omedelbar framgång, vilket fick Karczaf att omedelbart ändra uppfattning och skyndade sig att ta upp verket på Theater an der Wien. Under de närmaste decennierna kom den att bli en av de mest spelade operetterna överhuvudtaget i Tyskland och Österrike.

## Musiknummer (urval)
- Heinerle, Heinerle, hab‘ kei Geld
- Und ich trag‘ a Zipfelhaub’n
- Hollodrioh, Rekruten sind wir vier!
- Morgen muss ich fort von hier
- Jeder tragt sei Pinkerl und steht oft im Winkerl
- Ist man auch ein Bauer